# Alva, Wyoming
Alva är en mindre ort i Crook County i nordöstra delen av den amerikanska delstaten Wyoming.  Orten saknar kommunalt självstyre men har ett postkontor med postnummer 82711. 

## Geografi
Orten är belägen i Black Hills västligaste utlöpare där Lame Jones Creek rinner ut i Beaver Creek, omkring 10 kilometer öster om staden Hulett, Wyoming. Öster om orten ligger skogsreservatet Black Hills National Forest.
Genom orten går den öst-västliga Wyoming Route 24.